# 大坪冬彦
大坪 冬彦（おおつぼ ふゆひこ、1957年（昭和32年）12月8日 - ）は、日本の政治家、社会福祉士。元東京都日野市長（3期）。多摩都市モノレール取締役。東京たま広域資源循環組合理事会議長。

## 来歴
東京都大田区生まれ。桐朋高等学校を経て、一橋大学経済学部卒業。大学卒業後、福祉関係の仕事を志して1981年日野市役所に就職。市役所在職中、15年間福祉関係の部署で働き、1999年には社会福祉士の資格を取得した。財政課、市民税課、老人福祉課、区画整理課、生活福祉課、保育課で勤務したのち、2005年資産税課長、2006年高齢福祉課長、2008年健康福祉部長。2011年からまちづくり部長としてて日野市工業振興条例制定や新川崎街道開通等に携わる。
2013年4月、日野市長選挙に自由民主党、民主党、公明党、社会民主党、生活者ネットワークの推薦を受けて無所属で出馬。引退する馬場弘融前市長の市政継承を訴え、元日野市議会議員の中谷好幸（無所属・日本共産党推薦）を破り、初当選した。同年4月27日、正式に日野市長に就任。同年6月より多摩都市モノレール取締役。2016年5月公益財団法人東京市町村自治調査会評議員。
2017年の市長選では、保育園定員の増員や、子どもの貧困対策強化等の4年間の実績を訴え、元全日本教職員組合副委員長の磯崎四郎（無所属・自由党・日本共産党・新社会党推薦）を破り再選された。
2021年4月18日に行われた市長選では、自民党、公明党、都民ファーストの会、国民民主党、生活者ネットの推薦を受け出馬。日本共産党の自主支援を受けた元市議の有賀精一を僅差で破り3選した。
※当日有権者数：152,886人 最終投票率：41.55%（前回比：4.9pts）
| 候補者名 | 年齢 | 所属党派 | 新旧別 | 得票数   | 得票率 | 推薦・支持                                                           |
| -------- | ---- | -------- | ------ | -------- | ------ | -------------------------------------------------------------------- |
| 大坪冬彦 | 63   | 無所属   | 現     | 31,873票 | 51.36% | （推薦）自民党、公明党、都民ファーストの会、国民民主党、生活者ネット |
| 有賀精一 | 62   | 無所属   | 新     | 30,188票 | 48.64% | （自主支援）日本共産党                                               |

2024年2月、東京たま広域資源循環組合理事会議長に就任。

## 市政
北川原公園のごみ収集車専用道路問題
2014年1月、日野市は小金井市・国分寺市と、両市で発生したごみも焼却処分する施設を新たに整備することで合意した。新しいごみ処理施設「日野市クリーンセンター」は、多摩川と浅川に挟まれた土地の突端（日野市石田一丁目210番地）に建設されることが決まった。
小金井市・国分寺市からのごみ収集車をクリーンセンターへ搬入するためには、石田大橋を経由する必要がある。ところが石田大橋から入ってくるごみ収集車を多摩川沿いの道路に誘導するには、橋に隣接する北川原公園（日野市石田一丁目236番地）の中に道路を通さなければらない。このため大坪は2015年12月、ごみ収集車だけが通行する「クリーンセンター専用路」を公園内に作る方針を決めた。
北川原公園は用途や施設整備の計画が求められる都市計画法上の「都市公園」だったが、市は都市計画を変更しないまま、2016年7月8日、道路整備の契約を業者と結び、計約2億5,000万円を支出した。 道路は一般車両や歩行者が利用できず、平日の日中は毎時36台の収集車が走行すると想定され、住民84人によって、賠償を求めた住民訴訟が起こされた。
2020年3月、日野市クリーンセンター（正式名は「浅川清流環境組合 可燃ごみ処理施設」）が完成。同年4月1日、クリーンセンターの稼働が開始。
同年11月12日、東京地裁は、日野市に対し、大坪に約2億5000万円を請求するよう命じる判決を下した。地裁は、専用道路には一般車両や歩行者が立ち入れず、レクリエーションの場や避難場所の機能を持つ都市公園としての使い道はないと指摘。大坪の判断は行政に認められた裁量権の逸脱・乱用に当たると認定した。 
2022年9月、最高裁判所は日野市の上告を退け、ごみ運搬用の専用道路を都市公園内に整備したのは違法とする判決が確定した。大坪は同月28日夜、市議会で「市政に混乱を招いた」と謝罪した。
同年10月28日、市議会の臨時会にて大坪市長への賠償請求権を放棄する議案が全会一致で可決された。また、大坪市長の給料と期末手当の1年分相当の約1600万円を減額する議案も賛成多数で可決された。
財政問題と報酬カット
2020年2月25日、新年度当初予算案を発表し、財政悪化に伴い「財政非常事態宣言」をすると明らかにした。財政再建に向けた2020年度の取り組みとして、特別職の月額報酬について、自身は15％、副市長は10％、教育長は5％減額して総額326万7千円を削減する。また、進行中の市道整備工事を3年間中止する。